# Leucania ignifera
Leucania ignifera är en fjärilsart som beskrevs av Márton Hreblay. Leucania ignifera ingår i släktet Leucania och familjen nattflyn. Inga underarter finns listade i Catalogue of Life.